# Ананченко, Фёдор Гурьевич
Федор Гурьевич Ананченко (1891, Рассуха, Черниговская губерния, Российская империя — 11 декабря 1956, Киев, СССР) — советский государственный деятель, глава Донецкого горсовета, министр социального обеспечения УССР. Депутат Верховного Совета УССР 2-4-го созывов. Кандидат в члены ЦК КП(б)У в 1949 — декабре 1956 года.

## Биография
Родился в бедной крестьянской семье. С шести лет работал по сельскому хозяйству, нанимаясь к соседу-кулаку. В 1904 окончил церковно-приходскую школу. В 1906 году после смерти матери вместе с отцом прибыл в Донбасс, где работал сначала на угольном складе в Юзовке (выбирал породу), с 1907 на железной дороге, с 1910 углекопом на рудниках.
С 1912 начал участвовать в профсоюзном движении, а в 1916 вступил в партию социалистов-революционеров.
После Февральской революции 1917 года был избран депутатом местного Совета. Организовывал сельсоветы в районе, сдвинулся влево, за что в июне 1917 был исключен из ПСР и начал активно сотрудничать с большевиками. С 1918 — в Красной армии, организатор продотрядов, участник гражданской войны. Член ВКП(б) с 1920 года, работал инструктором городского парткома в Юзовке.
После демобилизации — на руководящей хозяйственной и советской работе. С 1922 заведующий Луганской районной товарной базой, с 1924 районной потребкооперацией, затем председатель правления Луганского Райсоюза Потребительных Обществ. Закончил краткосрочные курсы инструкторов Вукоспилки.
С 1928 по сентябрь 1930 г. — председатель исполнительного комитета Луганского окружного совета депутатов трудящихся УССР.
В 1931—1933 г. — председатель исполнительного комитета Сталинского городского совета депутатов трудящихся. Затем избирался председателем исполнительного комитета Макеевского городского совета депутатов трудящихся Донецкой области.
В 1936—1937 г. — студент Украинской промышленной академии в Харькове. Затем до 1939 года работал инженером в газовой промышленности Донецкой (Сталинской) области. В 1939—1941 г. — заместитель председателя исполнительного комитета Сталинского областного совета депутатов трудящихся. В 1943 г. — уполномоченный ЦК ВКП(б) и СНК СССР в Куйбышевской области РСФСР.
С апреля 1943 г. — в Советской армии: уполномоченный оперативных групп по организации ремонта автомашин и использованию трофейных механизированных средств и организации ремонта танков Военного совета Воронежского фронта.
В 1943—1946 г. — вновь заместитель председателя исполнительного комитета Сталинского областного совета депутатов трудящихся.
С 25 октября 1946 по 11 декабря 1956 года — министр социального обеспечения Украинской ССР.
Похоронен на Байковом кладбище в Киеве.

## Награды
- орден Ленина (23.01.1948)
- орден Отечественной войны II степени (1943)
- другие ордена
- медали